# 2.4mR
Le 2.4mR ou 2.4 Metre, (prononcer deux point quatre) est une classe de quillard de sport en solitaire d'environ 4,20 mètres.  
Agréé par World Sailing comme série internationale depuis 1992, dessiné par un groupe d'architectes de Stockholm en 1983 suivant les prescriptions de la jauge internationale (JI ou R Meter). C'est le voilier des Jeux paralympiques depuis les jeux de Sydney, en 2000 jusqu'à ceux de Rio de Janeiro en 2016.

## Historique du 2.4mR
Un voilier nommé Mini 12, bateau à l'échelle 1/5 des 12M JI, est né à la suite de la Coupe de l'America de 1980, à Newport. La classe s'est développée en Suède sous l'impulsion de l'architecte naval Peter Norlin, créateur du 2.4mR. Celui-ci a également conçu les équipements spécifiques à la voile handisport.

## Caractéristiques générales
Ce petit quillard a la même silhouette que les autres voiliers de la Jauge internationale (Metric Rule en anglais), en particulier des célèbres 12M JI de la Coupe de l'America. 
Comme pour tous les bateaux dessinés selon cette jauge, l'appellation 2.4 mètres n'est pas la longueur de la coque mais le résultat d'une formule de jauge que chaque architecte doit atteindre en tenant compte des mesures détaillées de son projet de bateau.
{\displaystyle {\frac {L+2d+{\sqrt {S}}-F}{2.37}}\leq 2.4{\mbox{ metres}}}
Cette jauge, malgré ses règles strictes permettant la réalisation de voiliers aux performances théoriquement égales, donne la possibilité aux architectes et aux chantiers de construire des bateaux légèrement différents. La longueur hors-tout est comprise entre 4,10 m et 4,35 m, le bau maximum entre 0,75 m et 0,90 m, le déplacement entre 225 et 260 kg, pour une surface de  voiles (une grand-voile et un foc) d'environ 8 m2.
La position assise du barreur, à proximité du centre de gravité, minimise les écarts de performances dus au poids du barreur.
Le gouvernail peut être actionné avec les mains ou les pieds, au moyen de palonniers. Toutes les manœuvres sont ramenées à portée de main du barreur. Leur configuration est libre ce qui leur permet d'être adaptées à la morphologie de chaque barreur.
L'association qui régit les règles de la classe surveille particulièrement les éléments qui rendraient plus coûteuse la construction du bateau : 
pas de quille à ailettes, pas de matériaux de haute technicité, par exemple.

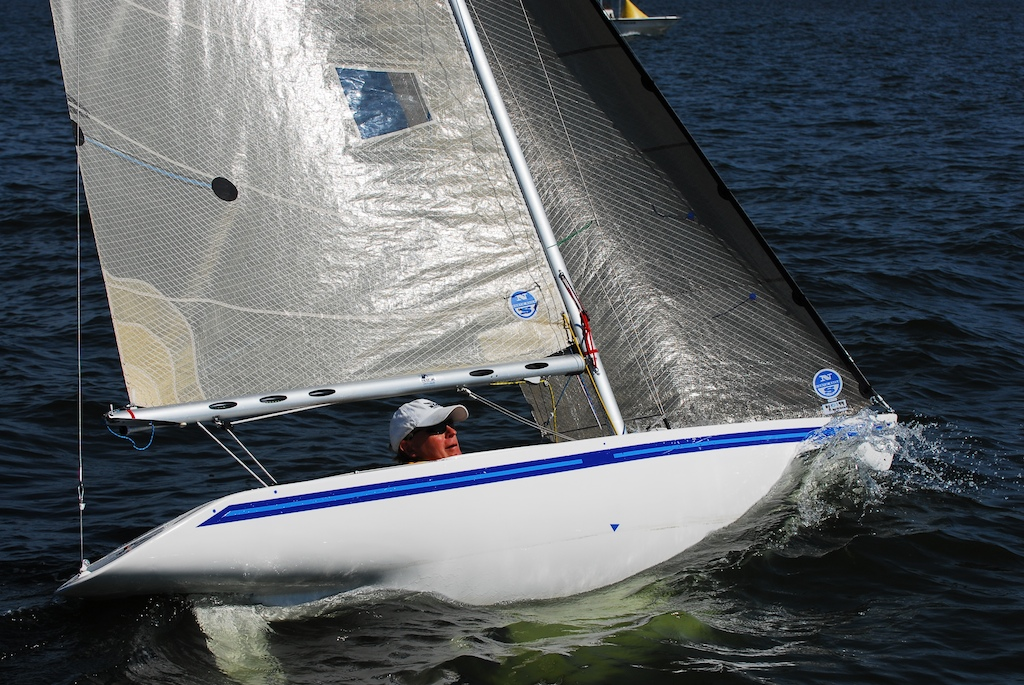
2.4mR Norlin Mark III au près serré

## Caractéristiques particulières du modèle paralympique
N'étant pas une série monotype, c'est le modèle Norlin Mark III, d'origine finlandaise, qui a été choisi pour les championnats du monde et les jeux paralympiques.
Les spécifications particulières appliquées aux régates paralympiques de 2008 sont données dans le paragraphe K.5.3 de la jauge internationale 2.4mR.
Les bateaux doivent être construits par un chantier travaillant sous licence.

## Palmarès des jeux paralympiques
- Sidney, 2000 : or : Heiko Kroeger (GER), argent : Jens Al Andersen (DEN), bronze : Thomas Taylor Brown (États-Unis)
- Athènes, 2004 : or : Damien Seguin (FRA), argent : Thomas Brown (États-Unis), bronze : Thierry Schmitter (NED)
- Pekin, 2008 : or : Paul Tingley (CAN), argent : Damien Seguin (FRA), bronze :  John Ruf (États-Unis)
- Londres, 2012 : or : Helena Lucas (GBR), argent : Heiko Kroeger (GER), bronze : Thierry Schmitter (NED)
- Rio, 2016 : or : Damien Seguin (FRA), argent : Matthew Bugg (AUS), bronze : Helena Lucas (GBR)

## Le 2.4 mR en France
L'activité en France s'est d'abord centrée autour de Damien Seguin et de l'ENVSN (École nationale de voile et des sports nautiques) à Quiberon. Un pôle de compétence et une équipe de France paralympique ont été mis en place avec des coureurs, des entraîneurs, des bateaux et des moyens logistiques: matériel de rechange, bers, bateau pneumatique, container pour déplacements, etc.
Ce pôle a permis pendant plusieurs olympiades le développement des compétences des coureurs et le développement des équipements (essais comparatifs de mâts, de voiles, de coques, etc.), avec les succès que l'ont connait aux jeux paralympiques et aux championnats du monde.
La suppression des épreuves de 2.4 mR du programme des jeux paralympiques a donné un coup d'arrêt à cette structure.
L'activité s'est alors recentrée autour d'un ancien de l'équipe de France paralympique, membre de l'YCIF (Yacht Club de l'Ile de France), en région parisienne, aux Mureaux. Plusieurs  bateaux ont été rachetés à l'ENVSN, ainsi qu'un grande partie du matériel disponible. Ce club regroupe maintenant sur son plan d'eau une flotte d'une quinzaine de bateaux, répartie entre les quatre bateaux de la "flotte collective" mise à disposition des membres du club et les bateaux de propriétaires.
Des régates sont organisées sur la Seine tout au long du printemps et de l'automne, avec comme point culminant la NFC (National French Cup). Les membres les plus actifs participent en déplacement aux différentes grandes épreuves similaires organisées par les  pays voisins: Belgique, SaarLorLux, Allemagne, etc. 
L'association France 2.4 est animée par des membres actifs de ce club et s'investit dans l'ICA (International 2.4 mR Class Association). Elle supporte activement le concept d'inclusion: les régates de 2.4mR sont les seules régates internationales ouvertes aux femmes, hommes, handicapés ou valides, ensemble, sur le même bateau, sur le même parcours.